# Bricqueville-sur-Mer
 Bricqueville-sur-Mer  es una población y comuna francesa, en la región de Baja Normandía, departamento de Mancha, en el distrito de Coutances y cantón de Bréhal.

## Demografía
| 2361 | 1967 | 1767 | 1828 | 1654 | 1628 | 1548 | 1505 | 1436 | 1433 | 1467 | 1412 | 1409 | 1292 | 1242 | 1164 | 1189 | 1063 | 1078 | 1039 | 947 | 921 | 892 | 896 | 774 | 778 | 797 | 810 | 908 |
| Para los censos de 1962 a 1999 la población legal corresponde a la población sin duplicidades (Fuente: INSEE [Consultar]) |      |      |      |      |      |      |      |      |      |      |      |      |      |      |      |      |      |      |      |     |     |     |     |     |     |     |     |     |